# Escuelas de ciencia espiritual
Las escuelas de ciencia espiritual fueron fundadas por Rudolf Steiner en Basilea, se extendieron por algunos países europeos y americanos. Incluyen centros adaptados para personas deficientes. El Goetheanum fue el nombre de la primera escuela, y él mismo fundó la segunda.
Dicho científico austríaco (1861-1925) fue el fundador de la antroposofía, doctrina basada en la creencia de que existe un mundo espiritual cuya comprensión es posible a través del pensamiento puro, pero solo se puede acceder a través de las facultades más elevadas de la mente.
- Datos: Q5839410